# Teorije zavjere oko smrti Osame bin Ladena
Osama bin Laden je prema službenim izvještajima američke vlade ubijen 2. svibnja 2011. Međutim, alternativni pogledi na tu situaciju stvorili su razne teorije zavjere i glasine. Među raznim teorijama su one da je bin Laden već duže vrijeme bio mrtav, ili je još uvijek živ. Te teorije su ojačane odlukom Washingtona da ne objavi nijednu sliku o njegovom lešu te ne dopusti neovisnim izvorima da potvrde te navode, a procurila je i vijest da je bila i 25-minutna "blokada" prijenosa napada američkih komandosa.
2. svibnja 2011., na internetu se pojavila slika mrtvog bin Ladena, koju je prenijela pakistanska televizija te razni međunarodni mediji (Daily Mail, The Times, The Daily Telegraph, The Sun i Daily Mirror, kao i Associated Press, koji ju je pak brzo uklonio nakon što se ispostavila da je lažna).
Barack Obama je dva dana nakon smrti bin Ladena izjavio da neće objaviti fotografije njegovog leša, navodno zbog straha kako bi ona mogla izazvati bijes muslimanskih ekstremista ili napad Al-Kaide. Pakistanski dužnosnici su nakon racije američkih komadnosa ušli u zgradu u kojoj je bin Laden navodno ubijen, ali nisu našli nikakve dokaze o njegovoj smrti. Associated Press i Judicial Watch zatražili su fotografije i video bin Ladenovog ubojstva, ali američka vlada za sada još nije odgovorila na taj upit.
6. svibnja 2011. Al-Kaida je na svojoj web stranici potvrdila bin Ladenovu smrt.

## Kritike "pokopa u moru"
Američka vlada je objavila da je bin Ladenov leš bačen u more, jer prema islamskom običaju leševi moraju biti zakopani u roku od 24 sata, a nijedna islamska država nije mogla biti pogodna lokacija, navodno iz straha kako njegov grob ne bi postala atrakcija teroristima. Međutim, SAD nije uvijek poštivao praksu islamskog pokopa: primjerice, tijela Udaja i Kusaja, sinova Sadama Huseina, su bila izložena 11 dana prije nego što su zakopana.
Pojedini stručnjaci za Islam i žrtve napada 11. rujna su izrazili nesuglasje s takvom odlukom. Profesor Peter Romaniuk sa sveučilišta John Jay opisao je takav "pokop u moru" prigodnim načinom da se eliminiraju daljnja pitanja o bin Ladenovom tijelu: "Očito bi bili pod pritiskom kako bi pokazali njegov leš ili bilo kakav dokaz, ali ovo je bio lijep način da se takvo pitanje makne s dnevnog reda."

## Perspektive različitih skupina
Alex Jones je izjavio da mu je jedan neimenovani američki političar izjavio da je bin Laden umro još 2001. te da je njegovo tijelo bilo "smrznuto" kako bi se "kasnije upotrijebilo kao propagandni alat u pogodnoj budućnosti."
Antiratna aktivistkinja Cindy Sheehan je izjavila: "Ako vjerujete vijesti o najnovijoj smrti Osame bin Ladena, onda ste glupi." Poglavito je kritizirala nedostatak ikakvih dokaza i upitnu tezu da se DNA test radi identifikacije neke osobe može tako brzo obaviti.
Bašir Kureši, susjed zgrade u kojoj je navodno ubijen svjetski traženi terorist, odbacio je službene navode američke vlade: "Nitko to ne vjeruje. Nikada nismo vidjeli nijednog Arapa u ovoj okolici, on nije bio ovdje." Benazir Bhutto je u intervjuu iz 2007. izjavila da je bin Ladena već davno ubio Ahmed Omar Saeed Sheikh.

### Motivi
- U intervjuu za CNN, Hamid Gul, bivši voditelj pakistanske tajne službe, izjavio je da vjeruje kako je bin Laden umro prije puno godina a da je službena verzija o njegovom smaknuću od komandosa lažna.[21] Prema njemu, glavni motiv plasiranja takve priče u medije tek u 2011. je podizanje Obaminog rejtinga kako bi ovaj osvojio još jedan predsjednički mandat na izborima 2012.[21]

- Pakistanske novine Urdu objavile su tezu kako SAD planira proširiti Rat u Afganistanu i na Pakistan, a da je bin Ladena zapravo ubijen u nekoj drugoj državi.[22]

- Ismail Kosari, iranski političar, izjavio je kako je bin Laden ubijen jer je bio "samo marioneta za američku tajnu službu" kako bi se stvorio "dojam da je Islam religija nasilja". "Zapad je bio vrlo zadovoljan bin Ladenovim operacijama tijekom ovih godina. Sada je Zapad bio prisiljen ubiti ga kako bi spriječio curenje informacija koje je on imao, informacije koje su vrijedile više od zlata."[23]

## Vanjske poveznice
- Slike reakcija na smrt Osame bin Ladena  Arhivirana inačica izvorne stranice od 5. svibnja 2011. (Wayback Machine)